# یو نان
یو نان (به انگلیسی: Yu Nan) (زاده ۵ سپتامبر، ۱۹۷۶) هنرپیشه چینی است.
از فیلم‌های معروف او می‌توان به فیلم بی‌مصرف‌ها ۲، گرگ مبارز و در جستجوی جکی اشاره کرد.

## بخشی از فیلم‌شناسی
- ازدواج تویا
- ماه‌گرفتگی
- سگ‌های الماسی
- به عشق اعتماد داریم
- مسابقه سرعت
- در جستجوی جکی
- بی‌مصرف‌ها ۲
- تسخیر تایگر ماونتین
- گرگ مبارز
- گرگ مبارز ۲